# Angel (Ladadi O-Heyo)
Angel (Ladadi O-Heyo) è un singolo del 1995 dei Jam & Spoon.
Il brano raggiunge il 2º posto in Italia ed il 26° nel Regno Unito.
Il singolo viene presentato al Festivalbar e incluso nell'omonima compilation.